# Qian Xuesen
Qian Xuesen (chinês tradicional: 錢學森, chinês simplificado: 钱学森, pinyin: Qián Xuésēn, Wade–Giles: Ch'ien Hsüeh-sên) (Hangzhou, 11 de dezembro de 1911 — Pequim, 31 de outubro de 2009) foi um engenheiro chinês.
Realizou trabalhos fundamentais para os programas espaciais e de mísseis dos Estados Unidos e da República Popular da China. Documentos históricos dos Estados Unidos normalmente referem-se a ele com a ortografia segundo a pronúncia de seu nome, Hsue-Shen Tsien ou H.S. Tsien.
Durante a década de 1940 Qian foi um dos fundadores do Jet Propulsion Laboratory no Instituto de Tecnologia da Califórnia, Durante
a segunda ameaça vermelha nos Estados Unidos na década de 1950, o governo dos Estados Unidos acusou Qian de ter simpatias comunistas, e ele foi destituído de sua credencial de segurança em 1950. Qian então decidiu retornar à China, mas foi detido na Terminal Island próximo a Los Angeles. Apos passar 5 anos em prisão domiciliar virtual, Qian foi solto em 1955, em troca da repatriação de pilotos estadunidenses capturados durante a Guerra da Coreia. Notificado por autoridades estadunidenses que estava livre para partir, Qian imediatamente providenciou sua partida, indo para a China em setembro de 1955, no navio de passageiros SS President Cleveland da American President Lines, via Hong Kong. Ele retornou a seu país para liderar o programa de foguetes chinês, e se tornou conhecido como o "pai dos foguetes chineses" (ou "rei dos foguetes").
O asteroide 3763 Qianxuesen e a malfadada nave espacial Tsien do livro de ficção científica 2010: Odyssey Two levam seu nome.

## A pergunta de Qian Xuesen

### Educador Qian Junfu
O pai de Qian Xuesen, conhecido como Qian Junfu (Qian Jiazhi) percorreu uma longa trajetória profissional em busca de aperfeiçoar a educação na China. Na primavera de 1908, Qian Junfu concluiu sua graduação na Tokyo Higher Normal School (atualmente conhecida como Universidade de Tsukuba), retornando para Zhejiang somente no inverno do mesmo ano - até lá, analisou a situação da educação do Japão para ganhar experiência prática. Em abril de 1910, Qian Junfu realizou o exame imperial e ficou em segundo lugar na classificação, sendo escolhido para trabalhar no Gabinete da Secretaria da China, com o direito de ser promovido à governador na prefeitura de Zhili ou ser enviado à Agência de Inteligência Militar. De qualquer forma, Qian Junfu decidiu voltar para a Província de Zhejiang e trabalhou como vice-chefe no setor geral da Universidade de Zhejiang, sendo promovido em junho de 1911, para diretor da primeira escola de nível médio de Zhejiang. Em 1914, Qian Junfu foi foi escolhido para trabalhar no Ministério da Educação (em Beijing) como inspetor e, no ano seguinte, ganhou o título de Acadêmico Sênior pelo presidente. Além disso, Qian Junfu passou por muitos títulos e empregos na área educacional na China, mas após mudar de cidade em vários momentos, decidiu retornar para Hangzhou - onde morou praticamente o resto da sua vida -, ao mesmo tempo que seu filho, Qian Xuesen foi aprovado na Universidade de Jiaotong em Xangai.

Graças ao período estável na China e a carreira de Qian Junfu, Qian Xuesen pôde estudar nas melhores instituições de ensino em todos os níveis. Esse fato foi citado pelo seu filho, Qian Jonggang:
"Meu avô era um chefe de setor do terceiro Departamento do Ministério da Educação. Ele estava responsável pelo nível primário e secundário da educação. Ele enviou seu filho para a melhor creche, a melhor escola primária e secundária na época. Mais tarde, meu pai foi para a melhor universidade da China e para a universidade de Califórnia, uma das melhores universidades do mundo."

### Experiência educacional de Qian Xuesen
Qian Xuesen em diversos momentos afirmou ser grato da sua educação fundamental na Escola Secundária afiliada Universidade de Pequim (BNUHS), criando até mesmo uma lista com 17 professores que mudaram sua vida, sendo que 8 eram da sua escola primária e secundária. Em algumas ocasiões, ele descreveu 4 aspectos importantes que seu ensino fundamental deram ênfase: 
1. o desenvolvimento balanceado;
2. a leitura extracurricular;
3. a consolidação de conhecimento básico;
4. as habilidades práticas.

Em 2005, o premiê Wen Jiabao visitou Qian Xuese, onde este afirmou:
"Uma das principais razões pelas quais a China não se desenvolveu plenamente é que nenhuma universidade consegue administrar escolas de acordo com o modelo de desenvolvimento de invenções e criações científicas e tecnológicas. Sem inovações únicas, talentos excepcionais jamais surgiriam."

"Por que nossas escolas não conseguem cultivar talentos excepcionais?"
Essa pergunta ficou conhecida como "A pergunta de Qian Xuesen". Ele estava criticando o modelo educacional chinês, principalmente a falta de criatividade que os alunos enfrentam mesmo após se formarem.

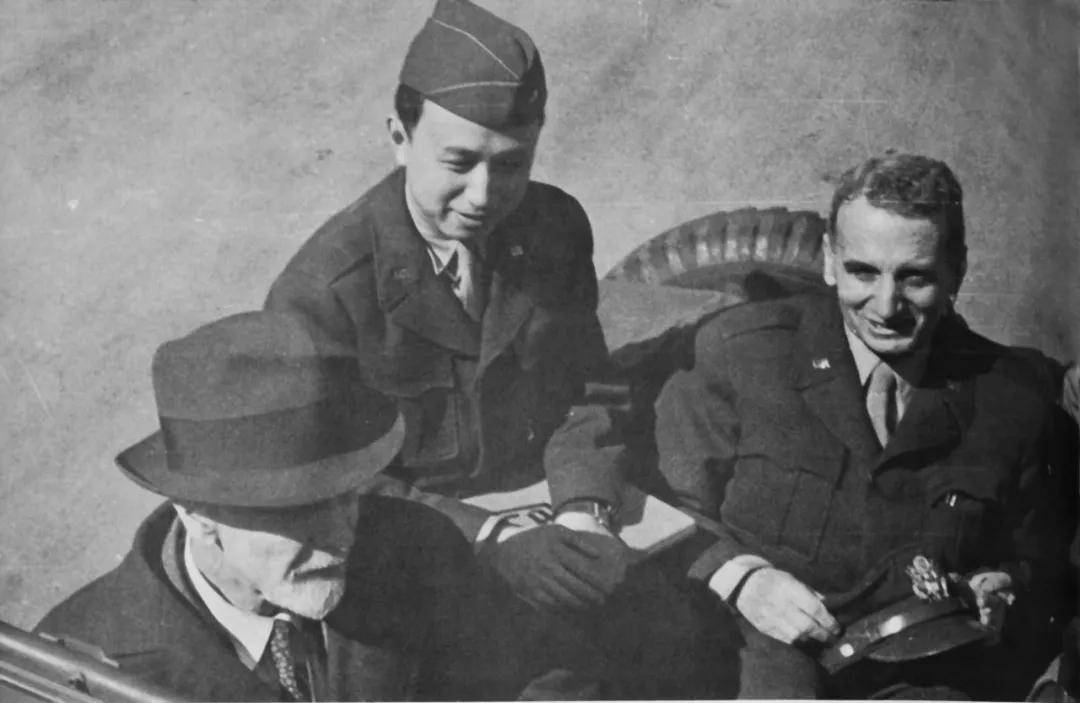
Da esquerda para a direita: Ludwig Prandtl, Qian Xuesen e Theodore von Kármán. Prandtl serviu a Alemanha durante a Segunda Guerra Mundial; von Kármán e Qian serviram os Estados Unidos; após 1956 Qian serviu a China. O boné de Qian é de seu tempo como coronel do Exército dos Estados Unidos. Prandtl foi o orientador do doutorado de von Kármán, e von Kármán orientou Qian.

## Artigos científicos
- Tsien HS Two-dimensional subsonic flow of compressible fluids // Aeronaut. Sci. 1939
- Von Karman T, Tsien HS. The buckling of thin cylindrical shells under axial compression. J Aeronaut Sci 1941
- Tsien, HS 1943 Symmetrical Joukowsky Airfoils in shear flow. Q. Appl. Math.
- Tsien, HS, "On the Design of the Contraction Cone for a Wind Tunnel," J. Aeronaut. Sci., 10, 68-70, 1943
- Von Karman, T. and Tsien, HS, "Lifting- line Theory for a Wing in Nonuniform Flow," Quarterly of Applied Mathematics, Vol. 3, 1945
- Tsien, HS: Similarity laws of hypersonic flows. J. Math. Phys. 25, 247-251, (1946).
- Tsien, HS 1952 The transfer functions of rocket nozzles. J. Am. Rocket Soc
- Tsien, HS, "Rockets and Other Thermal Jets Using Nuclear Energy", The Science and Engineering of Nuclear Power, Addison-Wesley Vol.11, 1949
- Tsien, HS, “Take-Off from Satellite Orbit,” Journal of the American. Rocket Society, Vol. 23, No. 4, 1953
- Tsien, HS 1956 The Poincaré-Lighthill-Kuo Method, Advances in Appl. Mech.
- Tsien, HS, 1958, "The equations of gas dynamics."
- Tsien, HS, "Rockets and Other Thermal Jets using Nuclear Energy", The Science and Engineering of Nuclear Power, Addison-Wesley

## Monografias
- Engineering Cybernetics, Tsien, H.S. McGraw Hill, 1954
- Tsien, H.S. Technische Kybernetik. Übersetzt von Dr. H. Kaltenecker. Berliner Union Stuttgart 1957
- Hydrodynamic manuscript facsimile, Jiaotong University Press, 2007  ISBN 978-7-313-04199-9